# Nicole Heesters
Nicole Heesters, född 14 februari 1937 i Potsdam, Tyska riket, är en tysk skådespelare, verksam sedan 1950-talet. Hon är dotter till skådespelaren Johannes Heesters.

## Filmografi, urval
- 1953 – Jag och min fru
- 1956 – Tre män i snö
- 1998 – Förlorad identitet